# Девід Стретейрн
Девід Стретейрн (англ. David Strathairn; нар. 26 січня 1949) — американський актор.

## Біографія
Девід Стретейрн народився 26 січня 1949 року в Сан-Франциско, штат Каліфорнія. Батько Томас Скотт Стретейрн-молодший — лікар, мати Мері Френсіс Фрейзер — медсестра, брат Том і сестра Енн. Навчався в середній школі Редвуд, потім у коледжі Williams College, де захопився театром і познайомився з майбутнім кінорежисером Джоном Сейлсом, з яким пізніше часто співпрацював. Навчався в коледжі Ringling Brothers у Флориді, а потім працював клоуном у бродячому цирку. З 1975 року грав у театрах Нью-Йорка. Дебютував на великому екрані у фільмі Джона Сейлса «Повернення Сікокус 7» (1979). Згодом зіграв ролі в більшості фільмів Сейлса: «Брат з іншої планети» (1984), «Свідок» (1987), «Вісімка вибуває з гри» (1988), «Місто надії» (1991) та інших. Девід виконав ролі другого плану в таких фільмах, як «Дика річка» (1994), «Долорес Клейборн» (1995), «Таємниці Лос-Анджелеса» (1997), «Сон літньої ночі» (1999), «Синя машина» (2002).
За роль тележурналіста Едварда Мароу у фільмі Джорджа Клуні «Добраніч, та нехай щастить» (2005), Девід був номінований на премію «Оскар».

## Особисте життя
Девід Стретейрн з 1980 року одружений з медсестрою Логан Гудман Стретейрн, у них двоє синів: Тей і Ебберлі.

## Фільмографія

### Фільми
| Рік  |   | Українська назва              | Оригінальна назва               | Роль                             |
| ---- | - | ----------------------------- | ------------------------------- | -------------------------------- |
| 1980 | ф |                               | Return of the Secaucus 7        | Рон Дежарден                     |
| 1983 | ф |                               | Lovesick                        | Марвін Цукерман                  |
| 1983 | ф | Сілквуд                       | Silkwood                        | Веслі                            |
| 1984 | ф | Крижана людина                | Iceman                          | доктор Сінґ                      |
| 1984 | ф | Брат з іншої планети          | The Brother from Another Planet | людина в чорному                 |
| 1986 | ф | На близькій відстані          | At Close Range                  | Тоні Пайн                        |
| 1987 | ф | Метуон                        | Matewan                         | Сід Хетфілд                      |
| 1988 | ф | Зірки та смуги                | Stars and Bars                  | Чарлі                            |
| 1988 | ф | Вісімка вибуває з гри         | Eight Men Out                   | Едді Сікотт                      |
| 1988 | ф | Домінік і Юджин               | Dominick and Eugene             | Мартін Чернак                    |
| 1990 | ф | Мемфіс Белл                   | Memphis Belle                   | полковник Крейг Гарріман         |
| 1991 | ф | Місто надії                   | City of Hope                    | Астероїд                         |
| 1992 | ф | Боб Робертс                   | Bob Roberts                     | Мак Лафлін                       |
| 1992 | ф | Їх власна ліга                | A League of Their Own           | Іра Ловенштейн                   |
| 1992 | ф | Риба пристрасті               | Passion Fish                    | Ренні                            |
| 1993 | ф | Фірма                         | The Firm                        | Рей Макдір                       |
| 1994 | ф | Дика річка                    | The River Wild                  | Том Хартман                      |
| 1995 | ф | Долорес Клейборн              | Dolores Claiborne               | Джо Сент-Джордж                  |
| 1997 | ф | Таємниці Лос-Анджелеса        | L.A. Confidential               | Пірс Петчет                      |
| 1998 | ф | Саймон Бірч                   | Simon Birch                     | преподобний Рассел               |
| 1999 | ф | Сон літньої ночі              | A Midsummer Night’s Dream       | Френсіс                          |
| 2000 | ф | Квіти від Гаррісона           | Harrison's Flowers              | Гаррісон Ллойд                   |
| 2004 | ф | Амнезія                       | Twisted                         | Мелвін Франк                     |
| 2005 | ф | Непристойна Бетті Пейдж       | The Notorious Bettie Page       | Естес Кефаувер                   |
| 2005 | ф | Добраніч, та нехай щастить    | Good Night, and Good Luck.      | Едвард Марроу                    |
| 2006 | ф | Ми — одна команда             | We Are Marshall                 | Дональд Дедмон                   |
| 2006 | ф |                               | Heavens Fall                    | суддя Джеймс Хортон              |
| 2007 | ф | Перелом                       | Fracture                        | Джо Лобруто                      |
| 2007 | ф | Ультиматум Борна              | The Bourne Ultimatum            | Ноа Восен                        |
| 2007 | ф | Мої чорничні ночі             | My Blueberry Nights             | Арні Коупленд                    |
| 2008 | ф | Спайдервік: Хроніки           | The Spiderwick Chronicles       | Артур Спайдервік                 |
| 2009 | ф | Холодні душі                  | Cold Souls                      | доктор Флінтштейн                |
| 2009 | ф | Непрохані                     | The Uninvited                   | Стівен Айверс                    |
| 2010 | ф | Буря                          | The Tempest                     | Король Алонзо                    |
| 2010 | ф | Стукачка                      | The Whistleblower               | Пітер Ворд                       |
| 2012 | ф | Спадок Борна                  | The Bourne Legacy               | Ноа Восен                        |
| 2012 | ф | Лінкольн                      | Lincoln                         | Вільям Генрі Сьюард              |
| 2014 | ф | Ґодзілла                      | Godzilla                        | адмірал Вільям Стенц             |
| 2015 | ф |                               | The Debt                        | Нейтан                           |
| 2016 | ф | Американська пастораль        | American Pastoral               | Нейтан Цукерман                  |
| 2017 | ф | Темні часи                    | Darkest Hour                    | Франклін Делано Рузвельт (голос) |
| 2018 | ф | Інтерв'ю з Богом              | An Interview with God           | Бог                              |
| 2018 | ф | НЛО                           | UFO                             | Франклін                         |
| 2019 | ф | Ґодзілла ІІ: Король монстрів  | Godzilla: King of the Monsters  | адмірал Вільям Стенц             |
| 2019 | ф |                               | The Devil Has a Name            | Фред Стерн                       |
| 2020 | ф | Земля кочівників              | Nomadland                       | Девід                            |
| 2021 | ф | Алея жаху                     | Nightmare Alley                 | Піт Крумбейн                     |
| 2022 | ф | Там, де раки співають         | Where the Crawdads Sing         | Том Мілтон                       |
| 2023 | ф |                               | A Little Prayer                 | Білл                             |
| 2024 | ф | Найщасливіша людина в Америці | The Luckiest Man in America     | Білл Карратерс                   |

### Телебачення
| Рік       |    | Українська назва      | Оригінальна назва                 | Роль                                                 |
| --------- | -- | --------------------- | --------------------------------- | ---------------------------------------------------- |
| 1984      | с  |                       | Search for Tomorrow               | доктор Роберт Хенд (4 епізоди)                       |
| 1985      | с  | Поліція Маямі         | Miami Vice                        | Марті Ленг (Епізод: "Out Where the Buses Don't Run") |
| 1987      | тф | Порушені обітниці     | Broken Vows                       | Стюарт Чейз                                          |
| 1988      | с  |                       | The Equalizer                     | Філіп Борчек (Епізод: "Sea of Fire")                 |
| 1988—1991 | с  |                       | The Days and Nights of Molly Dodd | Мосс Гудмен (20 епізодів)                            |
| 2002      | тф | Небесний верстат      | Lathe of Heaven                   | Менні                                                |
| 2004      | с  | Клан Сопрано          | The Sopranos                      | Роберт Веглер (3 епізоди)                            |
| 2008      | тф |                       | The Trials of Oppenheimer         | Роберт Оппенгеймер                                   |
| 2008      | с  | Монк                  | Monk                              | Патрік Клостер (Епізод: "Mr. Monk and the Genius")   |
| 2010      | тф | Темпл Грандін         | Temple Grandin                    | доктор Карлок                                        |
| 2010      | с  | Доктор Хаус           | House                             | Неш (Епізод: "Під вартою")                           |
| 2011—2012 | с  | Люди Альфа            | Alphas                            | доктор Лі Розен (24 епізоди)                         |
| 2012      | тф | Гемінґвей та Ґеллгорн | Hemingway & Gellhorn              | Джон Дос Пассос                                      |
| 2015—2016 | с  | Чорний список         | The Blacklist                     | Пітер Коціопулос (12 епізодів)                       |
| 2017—2019 | с  | Мільярди              | Billions                          | «Блек Джек» Фолі (8 епізодів)                        |
| 2018—2019 | с  | Простір               | The Expanse                       | Клаес Ешфорд (13 епізодів)                           |
| 2018      | с  |                       | McMafia                           | Семьон Клайман (7 епізодів)                          |
| 2018      | тф |                       | My Dinner with Hervé              | Марті Ротштейн                                       |
| 2020      | с  | Допит                 | Interrogation                     | Генрі Фішер (10 епізодів)                            |